# Grand Prix automobile de Grande-Bretagne 1966
GP précédent GP suivant
Le Grand Prix de Grande-Bretagne 1966 (XIXth British Grand Prix), disputé sur le circuit de Brands Hatch le 16 juillet 1966, est la cent-quarante-cinquième épreuve du championnat du monde de Formule 1 courue depuis 1950 et la quatrième manche du championnat 1966.

## Contexte avant la course

### Le championnat du monde
Après cinq années de Formule 1 1 500 cm3, formule dérivée de l'ancienne Formule 2 en vigueur de 1957 à 1960, la Commission sportive internationale (C.S.I.) a décidé lors de son comité exécutif de décembre 1963 de porter à trois litres la cylindrée des nouvelles F1, mesure entrée en vigueur le 1er janvier 1966. Le nouveau règlement autorise à nouveau l'utilisation de moteurs suralimentés, avec un coefficient deux pour la cylindrée (soit un maximum de 1 500 cm3 en cas d'utilisation d'un compresseur volumétrique ou d'un turbocompresseur). La réglementation s'appuie sur les points suivants :
- pas de cylindrée minimale
- cylindrée maximale : 3 000 cm3 si moteur atmosphérique ou 1 500 cm3 si moteur suralimenté
- poids minimal : 500 kg (à sec)
- roues non carénées
- double circuit de freinage obligatoire
- arceau de sécurité obligatoire (le haut du cerceau devant dépasser le casque du pilote)
- démarreur de bord obligatoire
- carburant commercial obligatoire
- ravitaillement en huile interdit durant la course
- distance minimale d'un Grand Prix : 300 km
- distance maximale d'un Grand Prix : 400 km
- distance minimale pour être classé : 90% de la distance parcourue par le vainqueur

Avec la mise en place de nouvelle réglementation «trois litres», la Scuderia Ferrari partait favorite pour la saison 1966, l'équipe italienne disposant d'emblée d'un moteur puissant et fiable, déjà éprouvé dans les courses d'endurance. La victoire de John Surtees au Grand Prix de Belgique donnait au champion britannique les meilleurs espoirs de reconquérir un titre mondial, mais quelques jours plus tard la Scuderia se séparait de son pilote numéro un. Bien que les relations entre Surtees et ses dirigeants aient été très tendues depuis le début de l'année, ce départ a affaibli l'écurie et lui a probablement coûté la victoire à Reims, le remplaçant Mike Parkes s'étant révélé insuffisamment expérimenté pour pallier la panne survenue à son coéquipier Lorenzo Bandini et contrer efficacement Jack Brabham sur une piste taillée sur mesure pour les monoplaces italiennes. Déjouant les pronostics, l'habile pilote-constructeur australien a ainsi pris la tête du championnat du monde et, grâce à la souplesse l'agilité de sa modeste monoplace dotée d'un moteur dérivé de la grande série, devrait tirer son épingle du jeu sur les circuits sinueux, d'autant plus que le surpuissant seize cylindres prévu pour les équipes BRM et Lotus est encore loin d'être au point.

### Le circuit

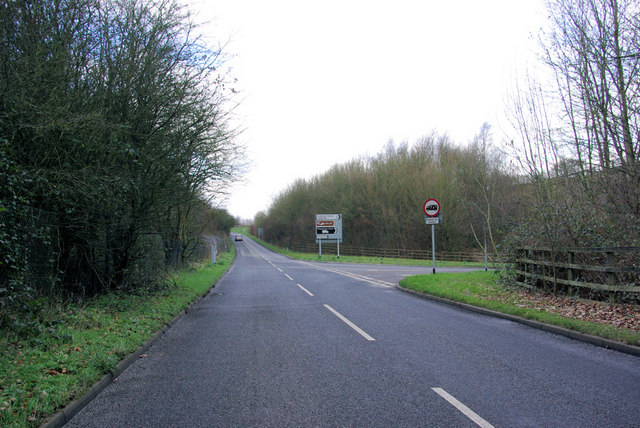
Les abords du circuit de Brands Hatch, près du village de Fawkham, à environ trente kilomètres de Londres.

Le vallon de Brands Hatch, près du village de Fawkham dans le Kent, fut, dès les années 1930, le terrain d'épreuves motocyclistes sur gazon. À partir de 1950, la piste de mille six-cents mètres fut recouverte d'asphalte et le tracé fut dès lors également utilisé pour la compétition automobile, accueillant cette année-là les voiturettes de Formule 3. En 1954, la longueur du circuit fut étendue à deux kilomètres et une voie des stands fut créée. L'amélioration croissante des performances  rendant difficile l'utilisation d'un petit circuit, de nouveaux travaux firent entrepris six ans plus tard, débouchant sur un tout nouveau tracé de plus de quatre kilomètres. Particulièrement prisé des spectateurs qui bénéficient d'une vue d'ensemble sur la piste, le site put dès lors devenir le théâtre de courses de Formule 1, Jack Brabham remportant en 1960 le Silver City Trophy au volant de sa Cooper. Depuis 1964 y est organisé le Grand Prix automobile de Grande-Bretagne, en alternance avec le circuit de Silverstone. Le record officiel de la piste est détenu par Jim Clark, auteur d'un tour à 160,9 km/h de moyenne au volant de sa Lotus de Formule 1 lors de la Course des Champions en 1965.

## Monoplaces en lice
- Lotus 33 "Usine"

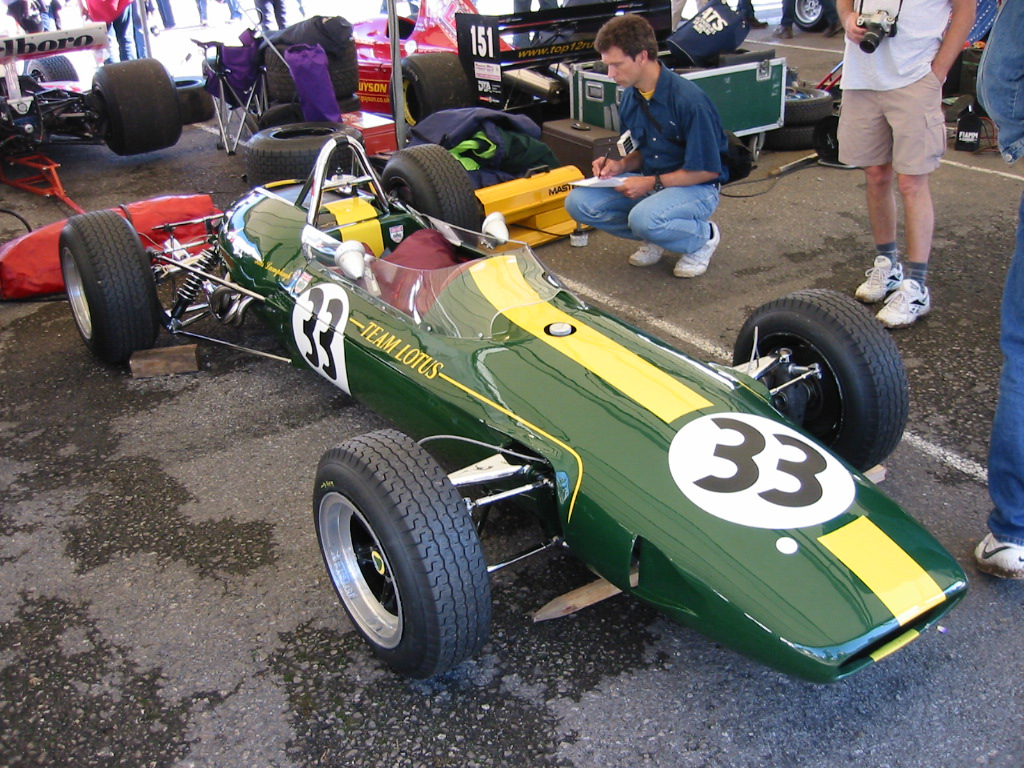
Le moteur 16 cylindres de la nouvelle Lotus 43 étant en cours de modification, le Team Lotus alignera deux modèles 33 à moteur V8.

L'utilisation du moteur BRM 16 cylindres s'étant révélée pour l'heure catastrophique, le Team Lotus a momentanément mis de côté sa Lotus 43 et a dû construire une nouvelle coque du précédent type 33. Le motoriste Coventry Climax a fourni à l'équipe britannique un deuxième V8 FWMV en version MkIX (1970 cm3) mais les dégâts causés au premier après la rupture d'une conduite d'huile à Reims empêchent son utilisation ; il est remplacé dans l'urgence par un moteur V8 BRM de deux litres de cylindrée (le constructeur de Bourne prêtant à Lotus son exemplaire de rechange), son utilisation demandant cependant certaines adaptations. En conséquence, Jim Clark disposera du nouveau châssis équipé du moteur Climax (d'une puissance de l'ordre de 240 chevaux à 8800 tr/min) et d'une boîte de vitesses ZF à cinq rapports, tandis que son coéquipier Peter Arundell utilisera la précédente voiture de Clark, modifiée pour recevoir le V8 (donné pour 260 chevaux) et la boîte cinq BRM, le sélecteur de vitesses devant être monté à gauche et non plus à droite. Pesant environ 500 kg, les Lotus sont équipées de pneus Firestone.
- Lotus 33 privée

L'équipe de Tim Parnell engage sa Lotus 33 à moteur V8 BRM (2 litres, 260 chevaux) et boîte de vitesses Hewland à cinq rapports pour Mike Spence. Elle est chaussée de pneus Firestone.
- BRM P261 "Usine"

Bien qu'encore endolori après son accident de Spa-Francorchamps un mois auparavant, Jackie Stewart est présent au côté de Graham Hill. Tous deux disposent de modèles P261 à moteur V8, les moteurs 16 cylindres des P83 devant être profondément revus après leurs débuts catastrophiques. La voiture habituelle de Stewart étant inutilisable, l'équipe a dû faire rapatrier sa précédente voiture de réserve, qu'elle venait de vendre. Conçues pour l'ancienne Formule 1 1500 cm3, les P261 ont dû être lestées pour atteindre les 500 kg réglementaires. La cylindrée du moteur V8 alimenté par injection indirecte Lucas a été portée à deux litres, la puissance atteignant 260 chevaux à 10000 tr/min. La boîte six vitesses a été conçue et réalisée en interne. Les BRM utilisent généralement des pneus Dunlop, mais l'équipe teste régulièrement les gommes Goodyear ou Firestone.
- BRM P261 privée

Bernard White a engagé sa P261 pour Bob Bondurant, la voiture ayant été réparée après son accident lors du dernier Grand Prix de Belgique.
- Ferrari 312 "Usine"

Sous prétexte officiel de grèves affectant l'industrie italienne, la Scuderia Ferrari, qui avait engagé deux 312 pour Lorenzo Bandini et Mike Parkes, a déclaré forfait. L'échec subi par les monoplaces italiennes sur le circuit de Reims deux semaines plus tôt a probablement pesé sur la décision du «Commendatore».
- Brabham BT19, BT20 & BT22 "Usine"

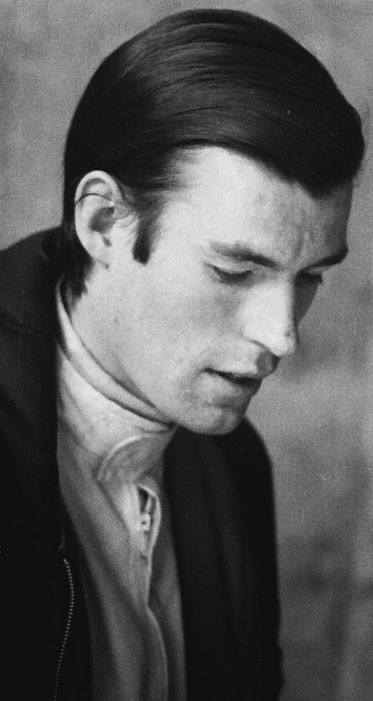
L'espoir britannique Chris Irwin va faire ses débuts en F1 sur une Brabham d'usine.

Jack Brabham aligne une BT19 pour son propre compte et une BT20 pour son coéquipier Denny Hulme. Techniquement très proches, ces deux monoplaces à châssis multitubulaire sont animées par moteur V8 Repco dérivé du bloc en alliage léger de l'Oldsmobile F85, le pilote-constructeur s'étant procuré en 1964 un lot de ces moteurs au prix de la casse. Alimenté par un système d'injection indirecte Lucas, le V8 Repco développe 300 chevaux à 6800 tr/min. La transmission est assurée par une boîte de vitesses Hewland à cinq rapports. La BT19 pèse 530 kg à vide, contre près de 560 pour la BT20 dont le cockpit est renforcé et qui utilise des roues avant de quinze pouces au lieu de treize sur le précédent modèle, dont les disques de freins sont plus petits. Le mulet de l'équipe, une BT22 à moteur quatre cylindres Climax de 2,5 litres (225 chevaux à 6800 tr/min) et boîte cinq vitesses ZF, a été confié à l'espoir britannique Chris Irwin qui brille habituellement dans les courses de Formule 3. Les Brabham sont chaussées de pneus Goodyear.
- Brabham BT11 privées

Bob Anderson dispose de son ancienne Brabham BT11 à moteur quatre cylindres Climax de 2,7 litres (260 chevaux à 6800 tr/min) tandis que John Taylor pilote à nouveau la BT11 à moteur V8 BRM (deux litres, 260 chevaux) de David Bridges. Joakim Bonnier ne dispose toujours pas de sa Cooper T81 accidentée à Francorchamps et Rob Walker lui a prêté sa BT11 à moteur BRM (1500 cm«3») de la saison précédente. En l'absence des Ferrari, cette Brabham sera maquillée en monoplace italienne (couleur rouge et échappements «spaghetti» factices), à la demande de la Metro-Goldwyn-Mayer, pour figurer dans le film Grand Prix.
- Cooper T81 "Usine"

Comme à Reims, l'équipe britannique avait préparé trois T81 à moteur V12 Maserati pour Jochen Rindt, John Surtees et Chris Amon, ce dernier étant en contrat cette saison avec l'écurie McLaren mais actuellement privé de volant faute d'un nombre suffisant de moteurs dans l'écurie de son compatriote. Mais le directeur sportif de Cooper, Roy Salvadori, a finalement préféré se limiter à deux engagements et Amon se retrouve sur la touche pour la course, la monoplace qui lui était destinée faisant office de mulet. Conçues par Derrick White, les T81 sont les premières monoplaces à structure monocoque du constructeur de Surbiton. Dérivé du V12 testé en 1957 sur les 250F, leur moteur Maserati, alimenté par un système d'injection Lucas, développe 340 chevaux à 9000 tr/min. Dotées d'une boîte de vitesses ZF à cinq rapports, les Cooper pèsent 605 kg à vide et sont chaussées de pneus Dunlop.
- Cooper T73 & T81 privées

La Cooper T81 alignée par Rob Walker pour Joseph Siffert ainsi que celle de Guy Ligier sont techniquement identiques aux Cooper d'usine. Le pilote amateur Chris Lawrence pilote quant à lui une ancienne T73 (à châssis tubulaire) rachetée par J.A. Pearce Engineering, sur laquelle le berceau arrière a été modifié afin de permettre le remplacement du V8 Climax par un V12 de 300 chevaux provenant d'une Ferrari 250 GTO, couplé à une boîte de vitesses Hewland à cinq rapports.
- McLaren M2B "Usine"

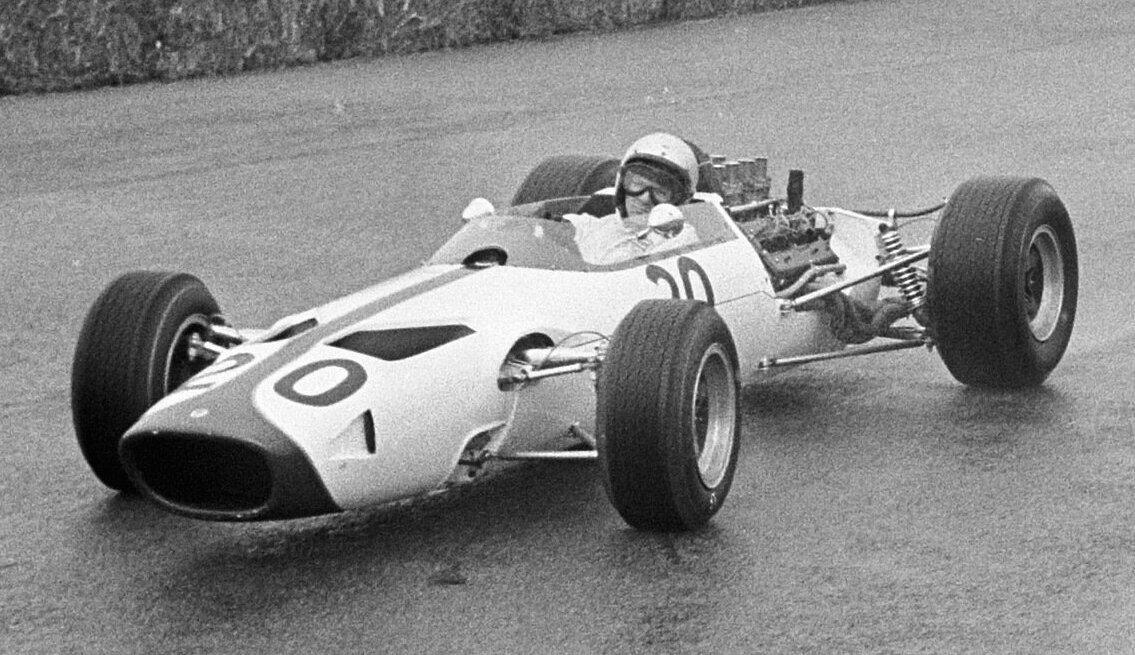
Bruce McLaren au volant de sa monoplace M2B à moteur V8 Serenissima.

Forfait à Reims faute de moteur disponible, Bruce McLaren avait prévu d'utiliser de nouveau le V8 Ford initialement prévu pour la M2B, mais la fiabilité n'est toujours pas au rendez-vous, une nouvelle casse étant survenue lors des derniers essais privés. McLaren devra une nouvelle fois se rabattre sur un V8 Serenissima (d'une puissance de l'ordre de 290 chevaux), comme il l'avait fait en Belgique. Conçue par l'ingénieur britannique Robin Herd, la M2B pèse 550 kg à vide et utilise des pneus Firestone. La transmission est assurée par une boîte ZF à quatre rapports. Chris Amon, qui devait être le coéquipier de McLaren, étant sans volant pour le Grand Prix, disputera pour la marque la course de voitures de Sport, organisée en lever de rideau.
- Eagle T1F "Usine"

Après des débuts difficiles en Belgique, l'équipe AAR de Dan Gurney a été récompensée de ses efforts au dernier Grand Prix de France où, malgré un flagrant manque de puissance, le pilote-constructeur avait amené son Eagle T1F à la cinquième place. Le moteur V12 Weslake prévu pour cette monoplace n'etant pas encore disponible, Gurney utilisera une nouvelle fois un ancien moteur Climax FPF de 2,7 litres. Les motoristes de l'équipe ont toutefois effectué une réfection totale et râce à une préparation particulièrement soignée le quatre cylindres fournit désormais 255 chevaux à 8000 tr/min, soit un gain d'une trentaine de chevaux par rapport aux courses précédentes. Dotée d'une boîte cinq vitesses Hewland, l'Eagle pèse 530 kg et utilise des pneus Goodyear.
- Shannon SH1

Conçue par Hugh Aiden-Jones en partenariat avec Paul Emery, la Shannon SH1 est une monoplace à structure monocoque, caractérisée par une carrosserie très étroite. Elle est dotée du moteur V8 Climax FPE initialement conçu pour la Kieft F1 en 1954. Paul Emery a porté la cylindrée de ce bloc a trois litres et l'a doté d'un système d'injection mécanique Tecalemit-Jackson. Équipée d'une boîte cinq vitesses Colotti et de pneus Dunlop, la Shannon sera aux mains de Trevor Taylor.

## Coureurs inscrits
| no  | Pilote          | Écurie                      | Constructeur | Modèle                   | N° châssis      | Moteur                                  | Pneumatiques |
| --- | --------------- | --------------------------- | ------------ | ------------------------ | --------------- | --------------------------------------- | ------------ |
| 1   | Jim Clark       | Team Lotus                  | Lotus        | Lotus 33                 | 33 R14          | Coventry Climax FWMV MkIX V8            | F            |
| 2   | Peter Arundell  | Team Lotus                  | Lotus        | Lotus 33                 | 33 R11          | BRM P56 V8                              | F            |
| 3   | Graham Hill     | Owen Racing Organisation    | BRM          | BRM P261                 | 2616            | BRM P60 V8                              | D puis G     |
| 4   | Jackie Stewart  | Owen Racing Organisation    | BRM          | BRM P261                 | 2614            | BRM P60 V8                              | D            |
| 5   | Jack Brabham    | Brabham Racing Organisation | Brabham      | Brabham BT19             | F1-1-65         | Repco 620 V8                            | G            |
| 6   | Denny Hulme     | Brabham Racing Organisation | Brabham      | Brabham BT20             | F1-2-66         | Repco 620 V8                            | G            |
| 7   | Chris Irwin     | Brabham Racing Organisation | Brabham      | Brabham BT22             | F1-1-64         | Coventry Climax FPF L4                  | G            |
| 8   | Lorenzo Bandini | SpA Ferrari SEFAC           | Ferrari      | Ferrari 312              | 312/0010        | Ferrari 218 V12                         | F            |
| 9   | Mike Parkes     | SpA Ferrari SEFAC           | Ferrari      | Ferrari 312              | 312/0012        | Ferrari 218 V12                         | F            |
| 10  | Chris Amon      | Cooper Car Company          | Cooper       | Cooper T81               | F1-7-66         | Maserati 9/F1 V12                       | D            |
| 11  | Jochen Rindt    | Cooper Car Company          | Cooper       | Cooper T81               | F1-3-66         | Maserati 9/F1 V12                       | D            |
| 11T | Jochen Rindt    | Cooper Car Company          | Cooper       | Cooper T81               | F1-7-66         | Maserati 9/F1 V12                       | D            |
| 12  | John Surtees    | Cooper Car Company          | Cooper       | Cooper T81               | F1-6-66         | Maserati 9/F1 V12                       | D            |
| 14  | Bruce McLaren   | Bruce McLaren Motor Racing  | McLaren      | McLaren M2B              | M2B/2           | Serenissima M166 V8                     | F            |
| 15  | Chris Amon      | Bruce McLaren Motor Racing  | McLaren      | McLaren M2B              | M2B/1           | Ford 406 V8                             | F            |
| 16  | Dan Gurney      | Anglo-American Racers       | Eagle        | Eagle T1F                | 101             | Coventry Climax FPF L4                  | G            |
| 17  | Mike Spence     | Reg Parnell Racing          | Lotus        | Lotus 33                 | 33 R13          | BRM P56 V8                              | F            |
| 18  | Joakim Bonnier  | Joakim Bonnier Racing Team  | Brabham      | Brabham BT11 Brabham BT7 | F1-6-64 F1-2-63 | BRM P56 V8 Coventry Climax FWMV MkII V8 | F            |
| 19  | Guy Ligier      | Privé                       | Cooper       | Cooper T81               | F1-4-66         | Maserati 9/F1 V12                       | D            |
| 20  | Joseph Siffert  | Rob Walker Racing Team      | Cooper       | Cooper T81               | F1-2-66         | Maserati 9/F1 V12                       | D            |
| 21  | Bob Anderson    | DW Racing Enterprises       | Brabham      | Brabham BT11             | F1-5-64         | Coventry Climax FPF L4                  | F            |
| 22  | John Taylor     | David Bridges               | Brabham      | Brabham BT11             | F1-4-64         | BRM P60 V8                              | G            |
| 23  | Trevor Taylor   | Shannon Racing Cars         | Shannon      | Shannon SH1              | SH1             | Climax Godiva FPE V8                    | D            |
| 24  | Chris Lawrence  | JA Pierce Engineering       | Cooper       | Cooper T73               | F1-2-64         | Ferrari 168 V12                         | D            |
| 25  | Bob Bondurant   | Bernard White               | BRM          | BRM P261                 | 2615            | BRM P60 V8                              | G            |
| 26  | Paul Hawkins    | Reg Parnell Racing          | BRM          | BRM P261                 | 2612            | BRM P60 V8                              | D            |

## Séances d'essais
Trois séances qualificatives sont prévues, deux le jeudi et une le vendredi précédant la course. Une séance non chronométrée est en outre planifiée le vendredi après-midi.

### Première séance - jeudi 14 juillet (matin)
D'une durée de deux heures et demie, la première session qualificative va se dérouler sur une piste parfaitement sèche, le jeudi en fin de matinée. Parmi les premiers en piste, John Surtees est rapidement stoppé par un moteur crachant toute son huile ; la Cooper du pilote britannique a souillé une bonne partie de la piste et aucune performance significative ne sera enregistrée durant la première heure. Joakim Bonnier connaît un problème similaire, le moteur BRM de sa Brabham explosant après un seul tour effectué. Tournant de concert Jack Brabham et Denny Hulme se montrent très à l'aise sur cette piste sinueuse, les monoplaces du pilote-constructeur étant parfaitement au point. Tournant à près de 162 km/h de moyenne, Hulme améliore bientôt le record de la piste, Brabham égalant sa performance en toute fin de séance. Les deux hommes ont largement dominé la concurrence ; auteur du troisième temps sur sa BRM, Graham Hill est relégué à une seconde et demie, Jim Clark et sa Lotus échouant quelques dixièmes plus loin. Après sa blessure à l'œil survenue à Reims, le champion du monde a dû faire contrôler sa vision et a manqué le début des essais, son coéquipier Peter Arundell ayant disposé de sa voiture en début de séance. Bien qu'utilisant un moteur de conception ancienne, Dan Gurney est parvenu à égaler le chrono de Clark, démontrant les qualités de comportement de son Eagle. Après son grave accident au Grand Prix de Belgique, Jackie Stewart semble avoir recouvré tous ses moyens et a réalisé le sixième meilleur temps au volant de sa BRM. Bruce McLaren n'a pas encore reçu le moteur Serenissima expédié d'Italie, aussi n'a-t-il pu participer aux essais.

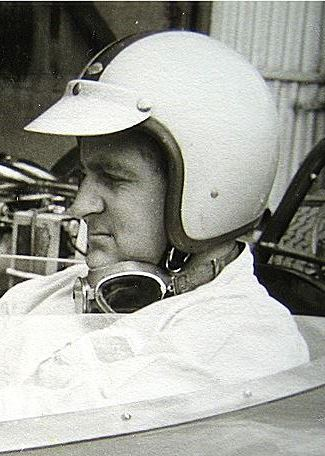
Denny Hulme s'est montré le plus rapide lors des premiers essais.

| Pos. | Pilote         | Écurie          | Temps        | Écart    |
| ---- | -------------- | --------------- | ------------ | -------- |
| 1    | Denny Hulme    | Brabham-Repco   | 1 min 34 s 8 |          |
| 2    | Jack Brabham   | Brabham-Repco   | 1 min 34 s 8 | + 0 s 0  |
| 3    | Graham Hill    | BRM             | 1 min 36 s 3 | + 1 s 5  |
| 4    | Jim Clark      | Lotus-Climax    | 1 min 36 s 6 | + 1 s 8  |
| 5    | Dan Gurney     | Eagle-Climax    | 1 min 36 s 6 | + 1 s 8  |
| 6    | Jackie Stewart | BRM             | 1 min 36 s 9 | + 2 s 1  |
| 7    | John Surtees   | Cooper-Maserati | 1 min 37 s 1 | + 2 s 3  |
| 8    | Mike Spence    | Lotus-BRM       | 1 min 37 s 3 | + 2 s 5  |
| 9    | Bob Anderson   | Brabham-Climax  | 1 min 37 s 5 | + 2 s 7  |
| 10   | Chris Irwin    | Brabham-Climax  | 1 min 38 s 1 | + 3 s 3  |
| 11   | Jochen Rindt   | Cooper-Maserati | 1 min 38 s 2 | + 3 s 4  |
| 12   | Joseph Siffert | Cooper-Maserati | 1 min 38 s 7 | + 3 s 9  |
| 13   | Peter Arundell | Lotus-Climax    | 1 min 39 s 2 | + 4 s 4  |
| 14   | John Taylor    | Brabham-BRM     | 1 min 41 s 9 | + 7 s 1  |
| 15   | Guy Ligier     | Cooper-Maserati | 1 min 42 s 5 | + 7 s 7  |
| 16   | Chris Lawrence | Cooper-Ferrari  | 1 min 46 s 6 | + 11 s 8 |
| 17   | Joakim Bonnier | Brabham-BRM     | 1 min 52 s 6 | + 17 s 8 |

### Deuxième séance - jeudi 14 juillet (après-midi)
Les conditions de piste sont toujours bonne pour la séance d'après-midi. Au lieu de leurs habituels pneus Dunlop, Stewart et Surtees testent tous deux des pneus Firestone, tandis que Hill essaie un train de pneus Goodyear. Hill et Surtees améliorent tous deux leurs temps, mais restent loin de Brabham, qui domine la session et réalise un tour à 162,5 km/h de moyenne, devançant de plus d'une seconde tous ses adversaires. McLaren a enfin reçu son moteur mais n'a pu le faire monter à temps pour participer à la session.
| Pos. | Pilote         | Écurie          | Temps        | Écart   |
| ---- | -------------- | --------------- | ------------ | ------- |
| 1    | Jack Brabham   | Brabham-Repco   | 1 min 34 s 5 |         |
| 2    | Denny Hulme    | Brabham-Repco   | 1 min 35 s 6 | + 1 s 1 |
| 3    | Graham Hill    | BRM             | 1 min 36 s 0 | + 1 s 5 |
| 4    | Jim Clark      | Lotus-Climax    | 1 min 36 s 1 | + 1 s 6 |
| 5    | John Surtees   | Cooper-Maserati | 1 min 36 s 4 | + 1 s 9 |
| 6    | Jochen Rindt   | Cooper-Maserati | 1 min 36 s 6 | + 2 s 1 |
| 7    | Dan Gurney     | Eagle-Climax    | 1 min 37 s 0 | + 2 s 5 |
| 8    | Jackie Stewart | BRM             | 1 min 37 s 2 | + 2 s 7 |
| 9    | Mike Spence    | Lotus-BRM       | 1 min 37 s 3 | + 2 s 8 |
| 10   | Chris Irwin    | Brabham-Climax  | 1 min 38 s 1 | + 3 s 6 |
| 11   | Bob Bondurant  | BRM             | 1 min 39 s 5 | + 5 s 0 |
| 12   | Joseph Siffert | Cooper-Maserati | 1 min 39 s 7 | + 5 s 2 |
| 13   | John Taylor    | Brabham-BRM     | 1 min 40 s 0 | + 5 s 5 |
| 14   | Guy Ligier     | Cooper-Maserati | 1 min 43 s 0 | + 8 s 5 |

### Troisième séance - vendredi 15 juillet (matin)
Malgré un ciel couvert, la piste est une nouvelle fois sèche pour les derniers essais qualificatifs. En position de force la veille, les pilotes Brabham tournent sans forcer. Hulme va toutefois réaliser le meilleur temps de la journée, mais à une seconde de son chrono du jeudi. Retardé par une défaillance de sa suspension arrière, Hill ne peut améliorer ses performances. Après avoir fait modifier ses réglages de suspension avant, Gurney va créer la surprise, s'approchant à deux dixièmes de seconde de Hulme, un temps qui lui vaut une place à l'extérieur de la première ligne auprès de Brabham et Hulme, reléguant Hill en deuxième ligne au côté de Clark. McLaren a enfin pu prendre la piste et s'est honorablement qualifié en milieu de grille, contrairement à Arundell : ayant pu disposer de sa voiture à seulement vingt minutes de la fin des essais, le pilote britannique est rapidement tombé en panne, le moteur V8 BRM ayant lâché après un seul tour à cause d'un problème de lubrification ; bien que non qualifié, Arundell sera repêché par les organisateurs et s'élancera en fond de grille, un autre moteur V8 BRM devant être monté sur sa Lotus le dimanche.

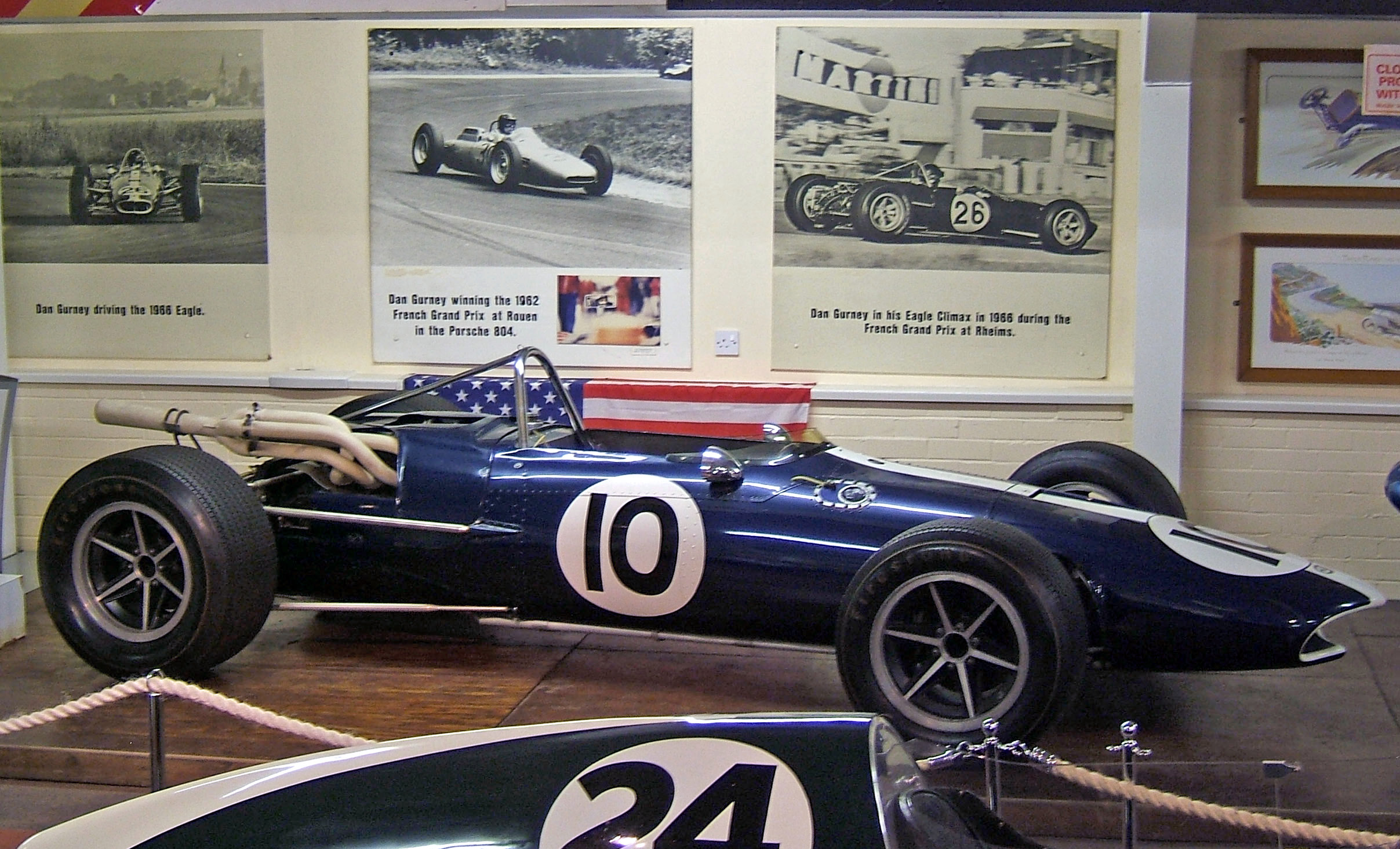
Au volant de son Eagle T1F, Dan Gurney a réalisé une excellente performance lors de la dernière séance qualificative et s'élancera en première ligne.

| Pos. | Pilote         | Écurie              | Temps        | Écart    |
| ---- | -------------- | ------------------- | ------------ | -------- |
| 1    | Denny Hulme    | Brabham-Repco       | 1 min 35 s 6 |          |
| 2    | Dan Gurney     | Eagle-Climax        | 1 min 35 s 8 | + 0 s 2  |
| 3    | Jim Clark      | Lotus-Climax        | 1 min 36 s 1 | + 0 s 5  |
| 4    | Jochen Rindt   | Cooper-Maserati     | 1 min 37 s 1 | + 1 s 5  |
| 5    | John Surtees   | Cooper-Maserati     | 1 min 37 s 1 | + 1 s 5  |
| 6    | Graham Hill    | BRM                 | 1 min 37 s 2 | + 1 s 6  |
| 7    | Jackie Stewart | BRM                 | 1 min 37 s 4 | + 1 s 8  |
| 8    | Mike Spence    | Lotus-BRM           | 1 min 37 s 5 | + 1 s 9  |
| 9    | Bob Anderson   | Brabham-Climax      | 1 min 37 s 9 | + 2 s 3  |
| 10   | Joseph Siffert | Cooper-Maserati     | 1 min 38 s 0 | + 2 s 4  |
| 11   | Bruce McLaren  | McLaren-Serenissima | 1 min 38 s 5 | + 2 s 9  |
| 12   | Chris Irwin    | Brabham-Climax      | 1 min 38 s 8 | + 3 s 2  |
| 13   | Jack Brabham   | Brabham-Repco       | 1 min 38 s 9 | + 3 s 3  |
| 14   | Bob Bondurant  | BRM                 | 1 min 38 s 9 | + 3 s 3  |
| 15   | Joakim Bonnier | Brabham-Climax      | 1 min 39 s 3 | + 3 s 7  |
| 16   | Guy Ligier     | Cooper-Maserati     | 1 min 41 s 4 | + 5 s 8  |
| 17   | Trevor Taylor  | Shannon-Climax      | 1 min 41 s 6 | + 6 s 0  |
| 18   | John Taylor    | Brabham-BRM         | 1 min 43 s 8 | + 8 s 2  |
| 19   | Chris Lawrence | Cooper-Ferrari      | 1 min 43 s 8 | + 8 s 2  |
| 20   | Peter Arundell | Lotus-BRM           | 1 min 54 s 3 | + 18 s 7 |

### Essais libres (vendredi 15 juillet (soir)
Une séance d'une heure d'essais libres est organisée en fin de journée. Elle va se dérouler entièrement sous la pluie. Hill en profite pour tester les pneus pluie Goodyear. Tous les pilotes profitent pleinement de la séance pour se familiariser avec les conditions d'adhérence précaire, la piste de Brands Hatch se révélant particulièrement glissante sous la pluie.

### Tableau final des qualifications

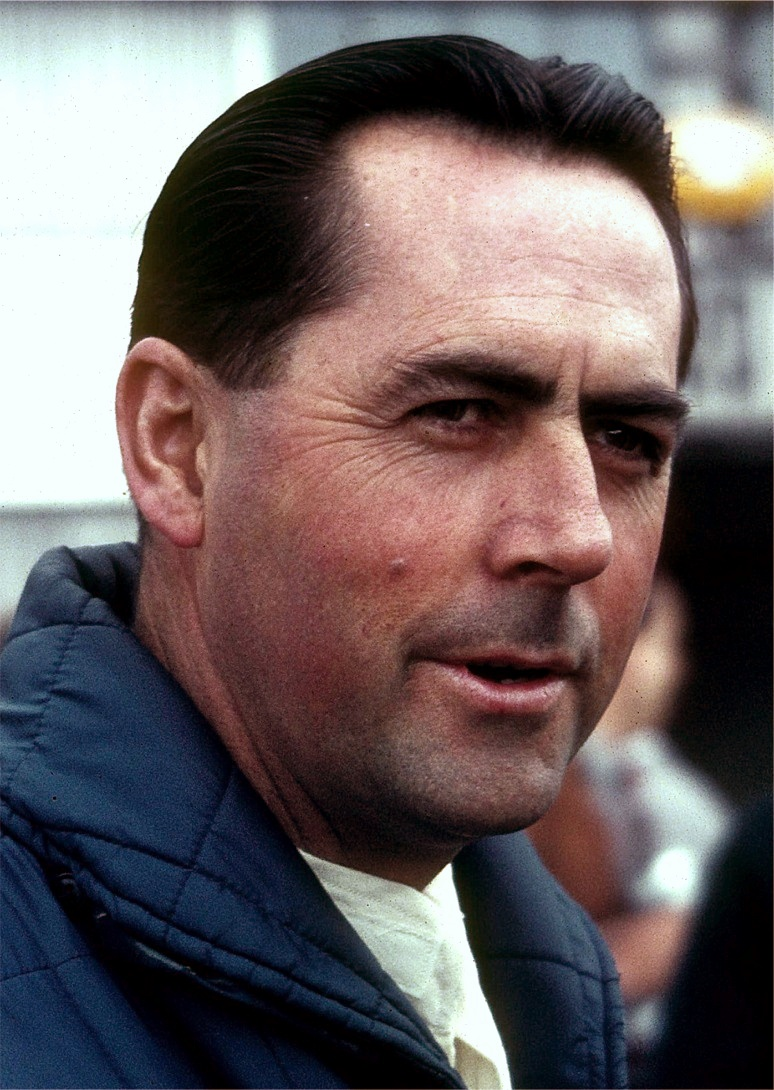
Le pilote-constructeur Jack Brabham s'est montré le plus rapide au terme des trois séances d'essais officielles.

| Pos. | Pilote         | Écurie              | Temps        | Écart    | Commentaire                       |
| ---- | -------------- | ------------------- | ------------ | -------- | --------------------------------- |
| 1    | Jack Brabham   | Brabham-Repco       | 1 min 34 s 5 |          | temps réalisé le jeudi après-midi |
| 2    | Denny Hulme    | Brabham-Repco       | 1 min 34 s 8 | + 0 s 3  | temps réalisé le jeudi matin      |
| 3    | Dan Gurney     | Eagle-Climax        | 1 min 35 s 8 | + 1 s 3  | temps réalisé le vendredi matin   |
| 4    | Graham Hill    | BRM                 | 1 min 36 s 0 | + 1 s 5  | temps réalisé le jeudi après-midi |
| 5    | Jim Clark      | Lotus-Climax        | 1 min 36 s 1 | + 1 s 6  | temps réalisé le jeudi après-midi |
| 6    | John Surtees   | Cooper-Maserati     | 1 min 36 s 4 | + 1 s 9  | temps réalisé le jeudi après-midi |
| 7    | Jochen Rindt   | Cooper-Maserati     | 1 min 36 s 6 | + 2 s 1  | temps réalisé le jeudi après-midi |
| 8    | Jackie Stewart | BRM                 | 1 min 36 s 9 | + 2 s 4  | temps réalisé le jeudi matin      |
| 9    | Mike Spence    | Lotus-BRM           | 1 min 37 s 3 | + 2 s 8  | temps réalisé le jeudi matin      |
| 10   | Bob Anderson   | Brabham-Climax      | 1 min 37 s 5 | + 3 s 0  | temps réalisé le jeudi matin      |
| 11   | Joseph Siffert | Cooper-Maserati     | 1 min 38 s 0 | + 3 s 5  | temps réalisé le vendredi matin   |
| 12   | Chris Irwin    | Brabham-Climax      | 1 min 38 s 1 | + 3 s 6  | temps réalisé le jeudi après-midi |
| 13   | Bruce McLaren  | McLaren-Serenissima | 1 min 38 s 5 | + 4 s 0  | temps réalisé le vendredi matin   |
| 14   | Bob Bondurant  | BRM                 | 1 min 38 s 9 | + 4 s 4  | temps réalisé le vendredi matin   |
| 15   | Joakim Bonnier | Brabham-Climax      | 1 min 39 s 3 | + 4 s 8  | temps réalisé le vendredi matin   |
| 16   | John Taylor    | Brabham-BRM         | 1 min 40 s 0 | + 5 s 5  | temps réalisé le vendredi matin   |
| 17   | Guy Ligier     | Cooper-Maserati     | 1 min 41 s 4 | + 6 s 9  | temps réalisé le vendredi matin   |
| 18   | Trevor Taylor  | Shannon-Climax      | 1 min 41 s 6 | + 7 s 1  | temps réalisé le vendredi matin   |
| 19   | Chris Lawrence | Cooper-Ferrari      | 1 min 43 s 8 | + 9 s 3  | temps réalisé le vendredi matin   |
| 20   | Peter Arundell | Lotus-BRM           | 1 min 54 s 3 | + 19 s 8 | temps réalisé le vendredi matin   |

## Grille de départ
| 1re ligne | Pos. 3                         |                               | Pos. 2                     |                              | Pos. 1                         |
|           | Gurney Eagle 1 min 35 s 8      |                               | Hulme Brabham 1 min 34 s 8 |                              | Brabham 1 min 34 s 5           |
| 2e ligne  |                                | Pos. 5                        |                            | Pos. 4                       |                                |
|           |                                | Clark Lotus 1 min 36 s 1      |                            | G. Hill BRM 1 min 36 s 0     |                                |
| 3e ligne  | Pos. 8                         |                               | Pos. 7                     |                              | Pos. 6                         |
|           | Stewart BRM 1 min 36 s 9       |                               | Rindt Cooper 1 min 36 s 6  |                              | Surtees Cooper 1 min 36 s 4    |
| 4e ligne  |                                | Pos. 10                       |                            | Pos. 9                       |                                |
|           |                                | Anderson Brabham 1 min 37 s 5 |                            | Spence Lotus 1 min 37 s 3    |                                |
| 5e ligne  | Pos. 13                        |                               | Pos. 12                    |                              | Pos. 11                        |
|           | McLaren 1 min 38 s 5           |                               | Irwin Brabham 1 min 38 s 1 |                              | Siffert Cooper 1 min 38 s 0    |
| 6e ligne  |                                | Pos. 15                       |                            | Pos. 14                      |                                |
|           |                                | Bonnier Brabham 1 min 39 s 3  |                            | Bondurant BRM 1 min 38 s 9   |                                |
| 7e ligne  | Pos. 18                        |                               | Pos. 17                    |                              | Pos. 16                        |
|           | T. Taylor Shannon 1 min 41 s 6 |                               | Ligier Cooper 1 min 41 s 4 |                              | J. Taylor Brabham 1 min 40 s 0 |
| 8e ligne  |                                | Pos. 20                       |                            | Pos. 19                      |                                |
|           |                                | Arundell Lotus 1 min 54 s 3   |                            | Lawrence Cooper 1 min 43 s 8 |                                |

## Déroulement de la course
Le temps est couvert le jour de la course et en tout début d'après-midi une forte averse a détrempé la piste. La Brabham de remplacement de Joakim Bonnier ainsi que la Lotus de Mike Spence ont toutes deux été peintes aux couleurs de la Scuderia Ferrari, remplaçant les monoplaces italiennes pour les prises de vue du film Grand Prix à Brands Hatch.Au moment du départ subsiste une petite bruine, aussi les organisateurs accordent-ils trois tours de reconnaissance aux pilotes afin qu'ils se familiarisent avec la piste glissante. Seules les Cooper de Jochen Rindt et John Surtees sont chaussées de pneus pluie, les autres concurrents ayant pour la plupart choisi des pneus intermédiaires. Au baisser du drapeau, Jack Brabham exploite parfaitement sa pole position et prend immédiatement le commandement devant l'Eagle de Dan Gurney qui a débordé Denny Hulme, sur la deuxième Brabham. Le pilote néo-zélandais va perdre plusieurs places à l'abord du virage de «Druids», se faisant déborder par la Lotus de Jim Clark, les Cooper de Jochen Rindt et John Surtees, la BRM de Graham Hill, puis par Bruce McLaren au volant de sa propre monoplace. Dans la mêlée, Surtees et Hill se sont touchés et un bras de suspension de la BRM de ce dernier est un peu tordu. Brabham repasse seul en tête devant les stands, Gurney étant déjà relégué à plus de deux secondes de l'Australien. Une seconde plus loin Clark mène un peloton d'une dizaine de voitures, alors que la Shannon de Trevor Taylor est déjà hors course et que Bob Anderson n'est pas encore parti, ses mécaniciens ayant dû remplacer la batterie de sa Brabham au moment du départ. Exploitant parfiatement ses pneus pluie, Rindt déborde successivement Clark et Gurney au cours du deuxième tour, s'emparant de la deuxième place, tandis que son coéquipier Surtees remonte en quatrième position. Brabham et Rindt se détachent peu à peu de Gurney, qui se maintient en troisième position juste devant Surtees, plus rapide mais qui ne parvient pas à le déborder. Un peu plus loin, Hill et Clark se livrent également à un duel serré pour la cinquième place. Après cinq tours, Brabham se maintient toujours en tête, une seconde et demie devant Rindt. Toujours roues dans roues, Gurney et Surtees sont à six secondes. Hill a réussi à légèrement distancer Clark tandis que Stewart, qui avait quelque peu manqué son départ, est remonté à la septième place. Il devance de six secondes un peloton de six voitures, emmené par Hulme.
L'écart entre les deux premiers ne varie pas, Brabham calquant son allure sur celle de son poursuivant. Au septième tour, Surtees parvient à déborder Gurney et va dès lors rapidement tenter de se rapprocher de son coéquipier tandis que Stewart revient peu à peu sur Hill et Clark. Au cours du dixième tour, alors que le moteur de Gurney vient de lâcher, Rindt dérape en tentant une attaque sur Brabham, mais parvient à conserver le contrôle de sa monoplace ; il a cependant perdu du temps et Surtees l'a presque rejoint, les deux Cooper étant maintenant à sept secondes de la Brabham de tête. Quatrième, Hill accuse déjà plus de vingt secondes de retard ; il précède de peu son coéquipier Stewart, qui a débordé Clark. La trajectoire commence à s'assécher progressivement. Surtees a dépassé Rindt et pointe en seconde position, mais la tenue de route des Cooper se dégrade et elles ne peuvent tenir longtemps la cadence de Brabham, qui après avoir porté le record de la piste à 157,6 km/h prend rapidement du champ sur ses poursuivants. Alors que Stewart, dont le moteur a des ratés, est sur le point de renoncer, Hill et Clark continuent à batailler ferme pour la quatrième place. Une importante fuite de lubrifiant s'est déclarée sur la Lotus de Mike Spence, alors neuvième ; le Britannique ne s'en rend pas compte immédiatement et souille la piste avant d'abandonner, aussi le rythme de la course ralentit-il nettement avant que les commissaires n'interviennent et ne répandent du sable sur les zones polluées ; le danger est cependant bien signalé et aucun pilote ne se fera surprendre. Au quart de la course, les Cooper de Surtees et Rindt naviguent à une douzaine de secondes de Brabham mais, la pluie cessant, l'avantage des pneus pluie disparait totalement et, alors que l'écart sur le premier se creuse encore, elles commencent à perdre leur avance sur Hill et Clark, toujours en pleine bagarre. Le duo fond sur Rindt, qui cède le passage au début du vingt-neuvième tour. Une boucle plus tard, c'est au tour de Surtees de se faire déborder, Clark perdant cependant un peu de terrain sur Hill avant de parvenir à dépasser à son tour la première Cooper. Brabham possède alors possède alors vingt-deux secondes d'avance sur la BRM, légèrement détachée de la Lotus. Le plus rapide en piste est alors Hulme, toujours sixième, qui est en passe de rejoindre Rindt. Le Néo-zélandais prend facilement l'avantage sur l'Autrichien au cours du trente-et-unième tour, puis sur Surtees au suivant. Le voilà désormais quatrième, talonnant Hill et Clark. Le champion du monde résiste de son mieux à son adversaire, qui finit par trouver l'ouverture au cours du trente-septième tour et s'attaque maintenant à Hill, qu'il déborde quelques minutes plus tard. Nous sommes alors à la mi-course et les deux Brabham sont en tête, Hulme naviguant à vingt-deux secondes de son «patron». Hill et Clark bataillent maintenant pour la troisième place, ayant distancé les deux Cooper officielles dont la tenue de route sur piste sèche s'avère délicate. Beaucoup plus loin, McLaren et Irwin comptent déjà plus d'un tour de retard.

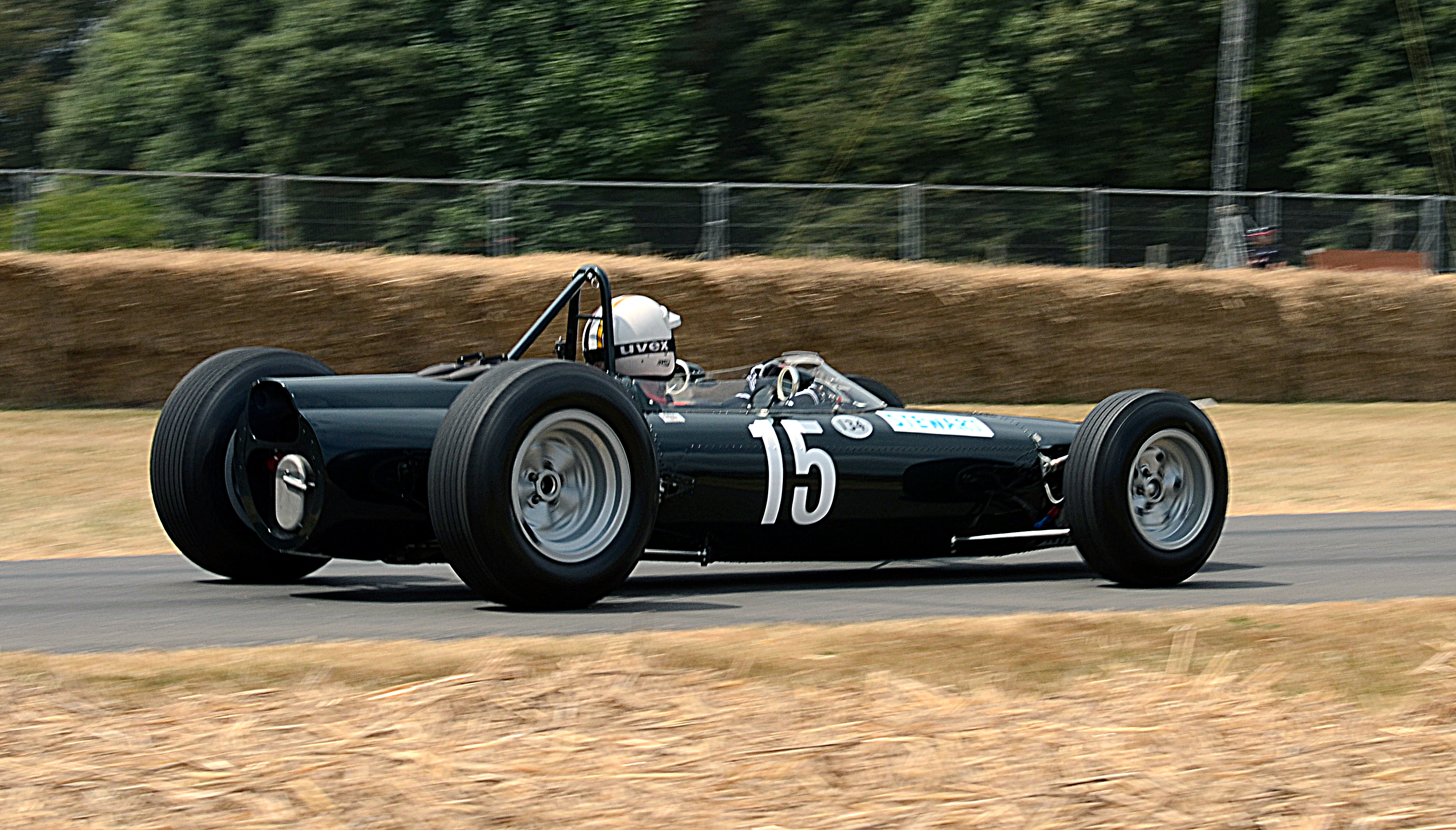
Une BRM P261 semblable à celle de Graham Hill, troisième de la course malgré des problèmes de pression d'huile.

Brabham contrôle facilement la situation, protégé par son coéquipier qui se détache progressivement du duo Hill/Clark, toujours roues dans roues. Mais une panne de freins soudaine va contraindre Clark à rentrer au stand à la fin du quarante-cinquième tour. Le champion du monde y perd deux minutes pour que le circuit hydraulique soit rétabli et chute à la sixième place. Le classement des trois premiers semble désormais figé, Hill continuant à perdre régulièrement du terrain sur les deux Brabham de tête. Quatrième, Surtees est aux prises avec une monoplace dont le comportement se dégrade et se fait bientôt déborder par Rindt. Le Britannique finira par rentrer au stand pour faire modifier ses réglages de suspension. Aux trois quarts de la course Brabham, qui vient de porter le record de la piste à 158,3 km/h de moyenne, conserve dix-huit secondes d'avance sur son coéquipier, Hill venant vingt secondes plus loin. Isolé en quatrième position, Rindt compte un tour de retard alors que Surtees, cinquième, est toujours en difficulté et n'a plus que vingt secondes d'avance sur Clark, qui attaque au maximum. Le champion écossais comble très rapidement l'écart et quelques boucles plus tard dépose littéralement Surtees, qui abandonne aussitôt après, transmission hors d'usage. Alors que Brabham a légèrement levé le pied, laissant son coéquipier se rapprocher progressivement de lui, et que Hill, dont le moteur accuse une soudaine baisse de pression d'huile, a nettement ralenti afin de préserver sa troisième place, Clark poursuit sa remontée, reprenant trois secondes au tour à Rindt. À quatre tours de l'arrivée, le champion du monde parvient à s'emparer de la quatrième place. La course se termine sans changement, Brabham s'imposant une nouvelle fois, le succès du pilote-constructeur étant complété par la deuxième place de Hulme. Troisième, Hill complète le podium tandis que Clark, quatrième, enregistre son premier résultat de la saison. Une nouvelle fois à l'arrivée, Rindt a effectué une course courageuse. Sixième à deux tours du vainqueur, McLaren démontre les progrès de sa monoplace. Le Néo-Zélandais a bataillé une bonne partie de la course avec Irwin, auteur, malgré des problèmes de carburation, d'une encourageante prestation pour ses débuts en championnat du monde, les deux hommes n'étant séparés que de trois secondes à l'arrivée.

### Classements intermédiaires
Classements intermédiaires des monoplaces aux premier, troisième, cinquième, dixième, quinzième, vingtième, vingt-cinquième, trentième, trente-cinquième, quarantième, cinquantième, soixantième et soixante-dixième tours,.

### Classement de la course

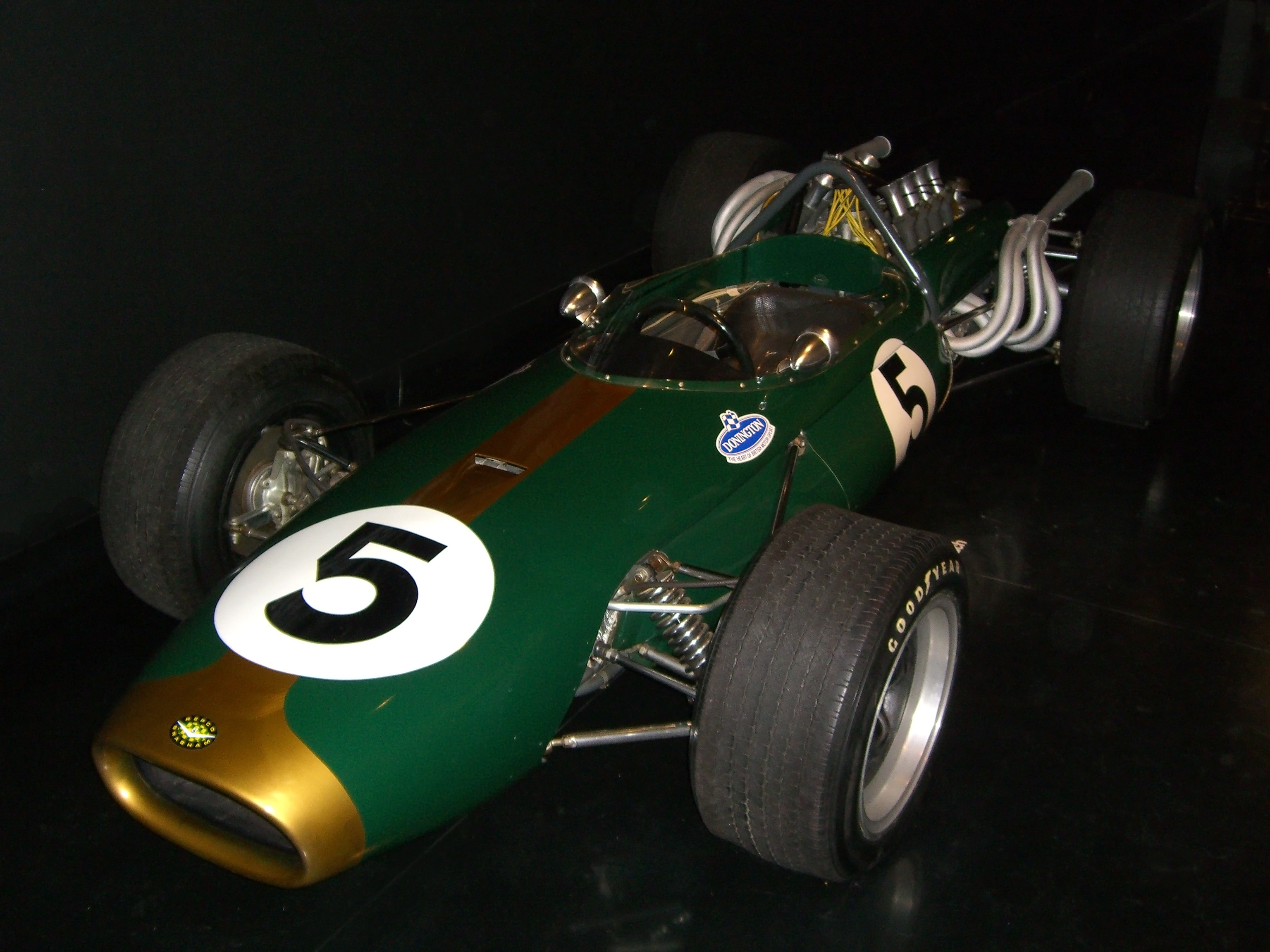
Les Brabham à moteur V8 Repco ont réalisé le doublé en Grande-Bretagne.

| Pos  | N° | Pilote         | Écurie              | Tours | Temps/Abandon                  | Grille | Points |
| ---- | -- | -------------- | ------------------- | ----- | ------------------------------ | ------ | ------ |
| 1    | 5  | Jack Brabham   | Brabham-Repco       | 80    | 2 h 13 min 13 s 4              | 1      | 9      |
| 2    | 6  | Denny Hulme    | Brabham-Repco       | 80    | 2 h 13 min 23 s 0 (+ 9 s 6)    | 2      | 6      |
| 3    | 3  | Graham Hill    | BRM                 | 79    | 2 h 13 min 17 s 8 (+ 1 tour)   | 4      | 4      |
| 4    | 1  | Jim Clark      | Lotus-Climax        | 79    | 2 h 14 min 10 s 6 (+ 1 tour)   | 5      | 3      |
| 5    | 11 | Jochen Rindt   | Cooper-Maserati     | 79    | 2 h 14 min 21 s 2 (+ 1 tour)   | 7      | 2      |
| 6    | 14 | Bruce McLaren  | McLaren-Serenissima | 78    | 2 h 14 min 46 s 6 (+ 2 tours)  | 13     | 1      |
| 7    | 7  | Chris Irwin    | Brabham-Climax      | 78    | 2 h 14 min 49 s 6 (+ 2 tours)  | 12     |        |
| 8    | 22 | John Taylor    | Brabham-BRM         | 76    | 2 h 13 min 18 s 6 (+ 4 tours)  | 16     |        |
| 9    | 25 | Bob Bondurant  | BRM                 | 76    | 2 h 14 min 06 s 4 (+ 4 tours)  | 14     |        |
| 10   | 19 | Guy Ligier     | Cooper-Maserati     | 75    | 2 h 13 min 46 s 0 (+ 5 tours)  | 17     |        |
| 11   | 24 | Chris Lawrence | Cooper-Ferrari      | 73    | 2 h 14 min 57 s 8 (+ 7 tours)  | 19     |        |
| Nc.  | 21 | Bob Anderson   | Brabham-Climax      | 70    | 2 h 14 min 04 s 0 (Non classé) | 10     |        |
| Nc.  | 20 | Jo Siffert     | Cooper-Maserati     | 70    | 2 h 14 min 17 s 8 (Non classé) | 11     |        |
| Abd. | 12 | John Surtees   | Cooper-Maserati     | 67    | Transmission                   | 6      |        |
| Abd. | 18 | Jo Bonnier     | Brabham-Climax      | 42    | Embrayage                      | 15     |        |
| Abd. | 2  | Peter Arundell | Lotus-BRM           | 32    | Boîte de vitesses              | 20     |        |
| Abd. | 4  | Jackie Stewart | BRM                 | 17    | Moteur                         | 8      |        |
| Abd. | 17 | Mike Spence    | Lotus-BRM           | 15    | Fuite d'huile                  | 9      |        |
| Abd. | 16 | Dan Gurney     | Eagle-Climax        | 9     | Moteur                         | 3      |        |
| Abd. | 23 | Trevor Taylor  | Shannon-Climax      | 0     | Moteur                         | 18     |        |

Légende :
- Abd.=Abandon

### Pole position et record du tour
- Pole position :  Jack Brabham (Brabham) en 1 min 34 s 5 (vitesse moyenne : 162,476 km/h). Temps réalisé lors de la séance d'essais du jeudi 14 juillet après-midi[23].
- Meilleur tour en course :  Jack Brabham (Brabham) en 1 min 37 s 0 (vitesse moyenne : 158,289 km/h) au soixantième tour.

#### Évolution du meilleur tour en course
Le meilleur tour fut amélioré dix-sept fois au cours de l'épreuve.

### Tours en tête
- Jack Brabham : 80 tours (1-80)

## Classement provisoire du championnat à l'issue de la course
- Attribution des points : 9, 6, 4, 3, 2, 1 respectivement aux six premiers de chaque épreuve.
- Pour la coupe des constructeurs, même barème et seule la voiture la mieux classée de chaque équipe inscrit des points.
- Seuls les cinq meilleurs résultats sont comptabilisés[23].

| Pos. | Pilote          | Écurie  | Points | MON | BEL | FRA | GBR | NL | ALL | ITA | USA | MEX |
| ---- | --------------- | ------- | ------ | --- | --- | --- | --- | -- | --- | --- | --- | --- |
| 1    | Jack Brabham    | Brabham | 21     | -   | 3   | 9   | 9   |    |     |     |     |     |
| 2    | Jochen Rindt    | Cooper  | 11     | -   | 6   | 3   | 2   |    |     |     |     |     |
| 3    | Lorenzo Bandini | Ferrari | 10     | 6   | 4   | -   | -   |    |     |     |     |     |
|      | Denny Hulme     | Brabham | 10     | -   | -   | 4   | 6   |    |     |     |     |     |
| 5    | Jackie Stewart  | BRM     | 9      | 9   | -   | -   | -   |    |     |     |     |     |
|      | John Surtees    | Ferrari | 9      | -   | 9   | -   | -   |    |     |     |     |     |
| 7    | Graham Hill     | BRM     | 8      | 4   | -   | -   | 4   |    |     |     |     |     |
| 8    | Mike Parkes     | Ferrari | 6      | -   | -   | 6   | -   |    |     |     |     |     |
| 9    | Bob Bondurant   | BRM     | 3      | 3   | -   | -   | -   |    |     |     |     |     |
|      | Jim Clark       | Lotus   | 3      | -   | -   | -   | 3   |    |     |     |     |     |
| 11   | Richie Ginther  | Cooper  | 2      | -   | 2   | -   | -   |    |     |     |     |     |
|      | Dan Gurney      | Eagle   | 2      | -   | -   | 2   | -   |    |     |     |     |     |
| 13   | John Taylor     | Brabham | 1      | -   | -   | 1   | -   |    |     |     |     |     |
|      | Bruce McLaren   | McLaren | 1      | -   | -   | -   | 1   |    |     |     |     |     |

| Pos. | Écurie              | Points | MON | BEL | FRA | GBR | NL | ALL | ITA | USA | MEX |
| ---- | ------------------- | ------ | --- | --- | --- | --- | -- | --- | --- | --- | --- |
| 1    | Brabham-Repco       | 21     | -   | 3   | 9   | 9   |    |     |     |     |     |
|      | Ferrari             | 21     | 6   | 9   | 6   | -   |    |     |     |     |     |
| 3    | BRM                 | 13     | 9   | -   | -   | 4   |    |     |     |     |     |
| 4    | Cooper-Maserati     | 11     | -   | 6   | 3   | 2   |    |     |     |     |     |
| 5    | Lotus-Climax        | 3      | -   | -   | -   | 3   |    |     |     |     |     |
| 6    | Eagle-Climax        | 2      | -   | -   | 2   | -   |    |     |     |     |     |
| 7    | Brabham-BRM         | 1      | -   | -   | 1   | -   |    |     |     |     |     |
|      | McLaren-Serenissima | 1      | -   | -   | -   | 1   |    |     |     |     |     |

## À noter
- 9e victoire en championnat du monde pour Jack Brabham.
- 4e victoire en championnat du monde pour Brabham en tant que constructeur.
- 2e victoire en championnat du monde pour Repco en tant que motoriste.